# Jelena Buruchina
Jelena Nikołajewna Buruchina (ros. Елена Николаевна Бурухина, ur. 9 marca 1977 w Moskwie) – rosyjska biegaczka narciarska, dwukrotna medalistka mistrzostw świata.

## Kariera
Jej olimpijskim debiutem były igrzyska w Salt Lake City w 2002 roku. Zajęła tam 16. miejsce w sprincie techniką dowolną oraz 13. miejsce w biegu na 15 km stylem dowolnym. Cztery lata później, podczas igrzysk olimpijskich w Turynie w swoim jedynym starcie na tych igrzyskach, w biegu łączonym na 15 km zajęła 37. miejsce.
W 2001 roku wystartowała na mistrzostwach świata w Lahti zajmując szóste miejsce w sprincie stylem dowolnym. Największe sukcesy osiągnęła jednak dwa lata później, podczas mistrzostw świata w Val di Fiemme. W biegu na 30 km stylem dowolnym wywalczyła srebrny medal ulegając jedynie swej rodaczce Oldze Zawjałowej. Ponadto wspólnie z Natalją Korostielową, Zawjałową i Niną Gawriluk zdobyła brązowy medal w sztafecie 4 × 5 km. Na kolejnych mistrzostwach świata już nie startowała.
Najlepsze wyniki w Pucharze Świata odnosiła w sezonie 2000/2001, kiedy to zajęła 21. miejsce w klasyfikacji generalnej. Na mistrzostwach Rosji w 2007 roku wywalczyła brązowy medal w biegu na 30 km stylem klasycznym, a w biegu łączonym na 15 km była druga. Rok później na obu tych dystansach wywalczyła brązowe medale.
W 2010 roku zakończyła karierę.

## Osiągnięcia

### Igrzyska olimpijskie
| Miejsce | Dzień     | Rok  | Miejscowość    | Konkurencja            | Czas biegu | Strata  | Zwyciężczyni      |
| ------- | --------- | ---- | -------------- | ---------------------- | ---------- | ------- | ----------------- |
| 13.     | 9 lutego  | 2002 | Salt Lake City | 15 km stylem dowolnym  | 39:54,4    | +1:06,7 | Stefania Belmondo |
| 16.     | 19 lutego | 2002 | Salt Lake City | Sprint stylem dowolnym | 3:10,6     | -       | Julija Czepałowa  |
| 37.     | 12 lutego | 2006 | Turyn          | 15 km łączony          | 43:25,6    | +3:54,2 | Kristina Šmigun   |

### Mistrzostwa świata
| Miejsce | Dzień     | Rok  | Miejscowość   | Konkurencja            | Czas biegu | Strata  | Zwyciężczyni    |
| ------- | --------- | ---- | ------------- | ---------------------- | ---------- | ------- | --------------- |
| 6.      | 21 lutego | 2001 | Lahti         | Sprint stylem dowolnym | 3:41,5     | -       | Pirjo Manninen  |
| 7.      | 22 lutego | 2003 | Val di Fiemme | 10 km łączony          | 26:38,4    | +2,9    | Kristina Šmigun |
| 3.      | 24 lutego | 2003 | Val di Fiemme | Sztafeta 4 × 5 km      | 50:54,7    | +1:11,6 | Niemcy          |
| 2.      | 28 lutego | 2003 | Val di Fiemme | 30 km stylem dowolnym  | 1:14:29,8  | +15,3   | Olga Zawiałowa  |

### Puchar Świata

#### Miejsca w klasyfikacji generalnej
- sezon 1999/2000: 65.
- sezon 2000/2001: 21.
- sezon 2001/2002: 28.
- sezon 2002/2003: 30.
- sezon 2004/2005: 55.
- sezon 2005/2006: 49.
- sezon 2006/2007: 82.
- sezon 2007/2008: 57.

#### Miejsca na podium
| Nr | Dzień      | Rok  | Miejscowość | Konkurencja           | Czas biegu  | Strata | Miejsce | Zwycięzca        |
| -- | ---------- | ---- | ----------- | --------------------- | ----------- | ------ | ------- | ---------------- |
| 1. | 14 marca   | 2001 | Borlänge    | 5 km stylem dowolnym  | 13:03.4 min | +8.0 s | 2       | Julija Czepałowa |
| 2. | 22 grudnia | 2001 | Ramsau      | 15 km stylem dowolnym | 41:10.8 min | +5.9 s | 3       | Kristina Šmigun  |